# 망고넬

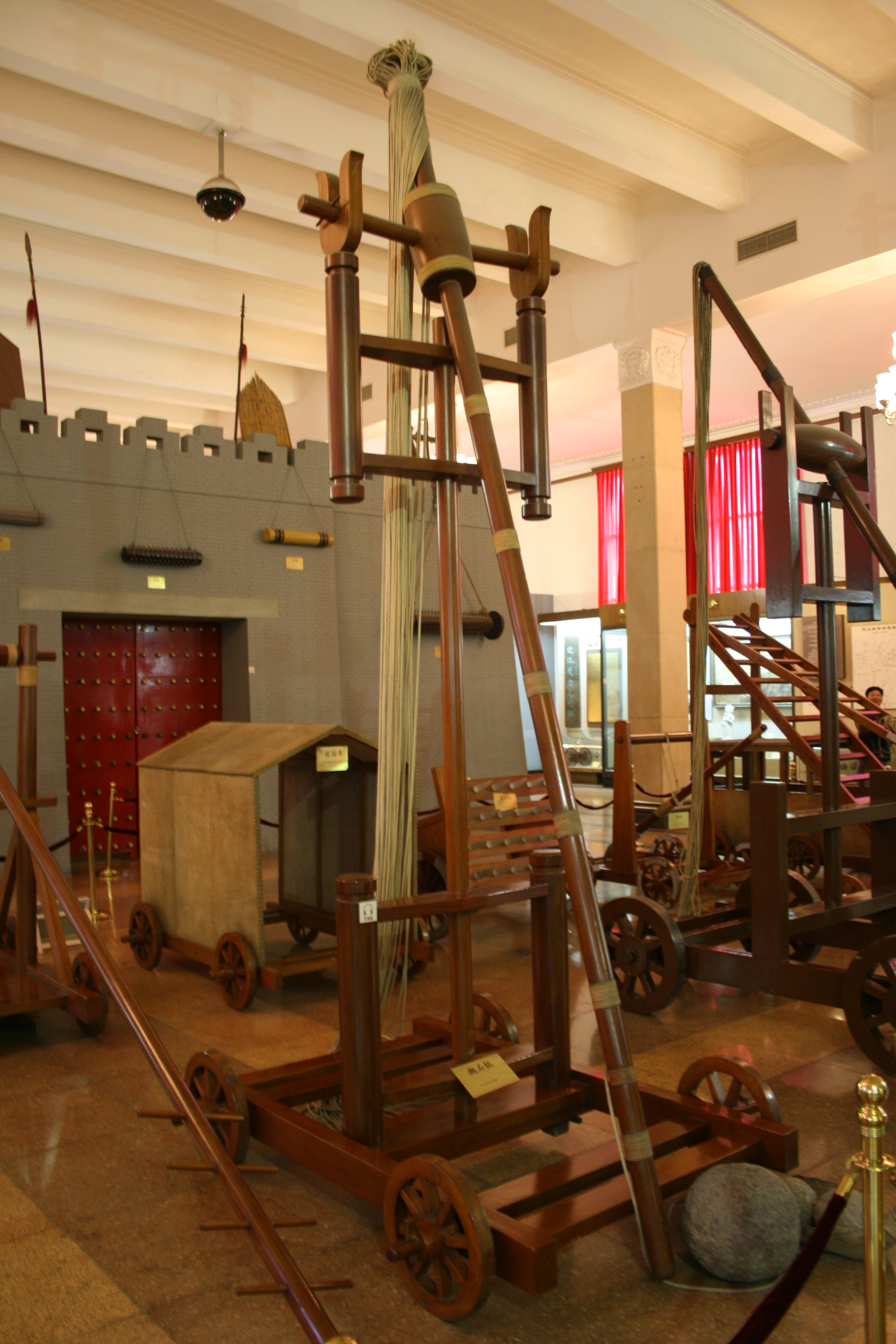
중국의 망고넬을 재현한 모형.

망고넬(mangonel)은 투석기의 일종이다. 트레뷰셋과 비슷한 지렛대 투석기이며, 트레뷰셋의 전신이라고 할 수 있다. 트레뷰셋의 무게추의 역할을 인력으로 잡아당김으로써 담당했다. 본래 고대 중국 전국시대에 발명되어 포(중국어: 砲, 병음: pào 파오[*])라고 불렸고, 6세기에 유라시아를 건너 서양에 전래되었다.

## 같이 보기
- 투석기